# Мішел Ворм
Мішел Ворм (нід. Michel Vorm, МФА: [ˈmiʃɛl ˈvɔrm]; нар. 20 жовтня 1983, Нюегейн, Нідерланди) — колишній нідерландський футболіст, воротар.

## Титули і досягнення
- Володар Кубка Футбольної ліги (1):

«Свонсі Сіті»: 2012-13
- Чемпіон Європи (U-21): 2006
- Віце-чемпіон світу: 2010
- Бронзовий призер чемпіонату світу: 2014